# Mycalesis sandace
Mycalesis sandace är en fjärilsart som beskrevs av William Chapman Hewitson 1877. Mycalesis sandace ingår i släktet Mycalesis och familjen praktfjärilar. Inga underarter finns listade i Catalogue of Life.